# Грасс, Карл Конрад
Карл Конрад Грасс (нем. Karl Konrad Grass; 1879—1924) — российский историк и религиовед, исследователь русских религиозных сект; протестантский богослов. Профессор Дерптского университета.

## Биография
Родился 8 (20) апреля 1870 года в семье пастора в Kūrsīši  (латыш.) Двинского уезда Витебской губернии (Курситен Курляндской губернии; нем. Wersilten) (ныне — Комбульская волость Краславского края Латвии).
В 1880—1888 годах учился в Митавской гимназии, в 1888—1892 годах — на теологическом факультете Дерптского университета, который окончил на Рождество 1892 года кандидатом богословия (получив серебряную медаль за составление проповеди на заданную тему и золотую медаль за сочинение: «Ist der Hebraerbrief an Heidenchristen gerichtet»). До осени 1893 года был домашним учителем, затем в 1893—1894 годах занимался в Эрлангенском и Лейпцигском университетах, где написал диссертацию «Das Verhalten zu Jesus nach den Forderungen der „Hernnworte“ der drei ersten Evangelien», за которую 21 апреля 1895 года получил от Юрьевского университета звание магистра и 28 апреля был назначен приват-доцентом университета по кафедре экзегетического богословия. Во втором семестре 1895 года он читал лекции по объяснению посланий Иоанна Богослова и избранных мест апокалипсиса, а также руководил практическими занятиями по Нагорной проповеди.
В июне 1896 года был командирован во внутренние губернии Российской империи и остался в Санкт-Петербурге, где в течение 1896—1901 годов был законоучителем в Петришуле; 13 августа 1901 года был переведён законоучителем в Юрьевское (Дерптское) реальное училище и, по прошению, с 9 октября Советом Юрьевского университета вновь принят на должность приват=доцента.; с 10 сентября 1909 года — экстраординарный профессор экзегетики Дерптского университета; в 1914 году в Галльском университете получил Honoris causa степень доктора богословия; 15 ноября 1916 года вышел в отставку в чине статского советника.
С 1918 года снова стал преподавать.
Исследовал такие русские религиозные секты как хлысты и скопцы.
Умер 25 ноября 1927 года в Тарту.